# Cavendish (krater księżycowy)
Cavendish – krater uderzeniowy, którym znajduje się w południowo-zachodniej części widzianej z Ziemi strony Księżyca, położony na południowy zachód od większego krateru Mersenius. Leży pomiędzy mniejszymi kraterami Henry i de Gasparis na południowym wschodzie.
Brzeg krateru Cavendish jest mocno zniszczony i krater Cavendish E leży w południowo-zachodnim brzegu, mniejszy Cavendish A w północno-wschodniej ścianie. Wokół i wewnątrz znajduje się mnóstwo maleńkich kraterów.
Do wschodniego brzegu Cavendish dochodzi formacja Rimae de Gasparis.

## Satelickie kratery
| Cavendish | Szer. Selen. | Dług. Selen. | Średnica |
| --------- | ------------ | ------------ | -------- |
| A         | 24,0° S      | 52,7° W      | 10 km    |
| B         | 23,2° S      | 55,1° W      | 10 km    |
| E         | 25,4° S      | 54,2° W      | 24 km    |
| F         | 26,1° S      | 54,0° W      | 18 km    |
| L         | 21,7° S      | 53,6° W      | 5 km     |
| M         | 22,0° S      | 53,8° W      | 6 km     |
| N         | 22,1° S      | 54,3° W      | 4 km     |
| P         | 24,2° S      | 51,6° W      | 4 km     |
| S         | 23,8° S      | 52,4° W      | 5 km     |
| T         | 24,8° S      | 55,2° W      | 4 km     |